# Ангенштайн
Ангенштейн (нем. Schloss Angenstein или Angenstein) — за́мок в муниципалитете Дуггинген кантона Базель-Ланд Швейцарии, памятник национального значения

## Известные жители
- длительно время здесь проживал Карл Менкхофф — один из лучших германских асов Первой мировой войны